# Frederik Rantzau (1659-1723)
 Der er flere personer med dette navn, se Frederik Rantzau.
Frederik Rantzau (30. januar 1659 – 8. februar 1723 i Kiel) var en gottorpsk kancellipræsident, bror til Otto Rantzau og Christoph Rantzau.

## Biografi
Han var søn gottorpsk generalvagtmester, landråd og amtmand, oberst Hans Rantzau til Putlos m.m. (1613-1673) og Dorothea Øllegaard Blome (ca. 1625-1695). Rantzau undervistes i hjemmet af Lindholz og Otto Sperling. Han berejste derpå Holland, Spanske Nederlande, Frankrig, Italien og Schweiz, opholdt sig 1681 i Paris, hvor han af Just Høg blev indført ved Ludvig XIV's hof, men dræbte her i duel oberstløjtnant Jørgen Vind og måtte flygte. 1682 fik han pardon af Christian V for dette drab, men han var siden hjemsøgt af hyppige anfald af tungsindighed over denne tildragelse. Hjemvendt kom han til hoffet på Gottorp Slot og udnævntes til kammerjunker, fulgte 1686 med hertug Christian Albrecht til Holland og blev 1690 landråd. Ved hertug Frederik IV's regeringstiltrædelse udnævntes han til amtmand over Gottorp og Hytten Amter samt den hertugelige del af det slesvigske domkapitels gods. 1696-97 deltog han i forhandlingerne i Pinneberg. I juni 1702 udnævntes han til kancellipræsident og beklædte denne stilling under Christian Augusts formynderperiode. 1705 fik han ekspektance på amtmandsposten i Bordesholm.
Efter at have nedlagt præsidentposten 1709 levede han nogle år på sine godser, indtil han, efter en rejse til København som deputeret for ridderskabet, på sin hustrus tilskyndelse trådte i dansk tjeneste, udnævntes til gehejmeråd og 1717 til Hvid Ridder. Han var medlem af den holstenske landret og den rantzauske kriminalkommission (1721-23), som undersøgte mordet på grev Christian Ditlev Rantzau.
Med sin første hustru fik Rantzau godserne Knoop, Projensdorf og Uhlenhorst, af hertugen købte han 1695 Pahlhorn og på Langeland ejede han Nedergård, som han afstod 1694. Rantzau døde 8. februar 1723 i Kiel. Han omtales som "en Ynder af Videnskaben, ivrig for Retfærdigheden, en Hader af Skjænk og
Gave, en ordholden Mand, æret og yndet af mange".
Han er gengivet i et stik af Christian Fritzsch 1723.

## Ægteskaber
Rantzau blev gift 1. gang 1686 (ægtepagt i Kiel 24. november) med Abel Dorothea von Thienen (1. juni 1654 – 7. juli 1712 på Knoop, gift 1. gang med ritmester Joachim Christopher von Buchwald til Knoop og Nedergård, 1646-1685), datter af Godske von Thienen til Kühren (1621-1671) og Catharine Meinstorff (1624-1662). Gift 2. gang 2. september 1713 med Sophie Magdalene Reventlow (ca. 1684 – 29. august 1750 på Knoop), datter af Henning Reventlow til Glasau (1640-1705) og Margrethe Rumohr (1638-1705).